# 芳東洋
芳東洋，(1977年5月26日-），原名石原洋，日本熊本縣上益城郡嘉島町出身的現役大相撲力士。身高196.0cm、體重163.6kg。血型B型。最高位置是東前頭12枚目（2012年1月場所），所屬的相撲部屋是玉之井部屋。他花了十五年時間才進入幕內級，這是職業相撲歷史上第三慢的晉昇。
他在高中時開始學習相撲，畢業後加入玉之井部屋，他在1995年3月開始專業相撲，持續15年停留在無薪的幕下級別，直到2011年1月晉級十兩，9月晉級幕內，然而，他只堅持了這場比賽，在3勝12負的戰績后降級。他在幕內舉行的第二場比賽和第三場也沒有成功(3勝12敗)，之後13-14年在十兩和幕下之間來回昇跌，在2015年一直停留在無薪級別。
自從首次亮相以來，他一直出場無因傷病退出比賽，直到2020年9月場所因部屋力士感染2019新冠病毒首次停賽。
他也是身型最高和最年長有幕內經驗的日本本土力士(因身型高大被稱和製把瑠都)。